# Carl Behting

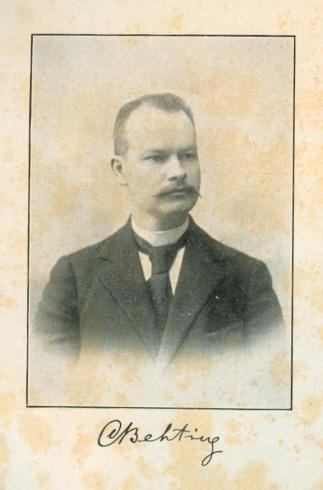
Carl Behting, vor 1908

Carl Behting (lettisch Kārlis Bētiņš; * 27. Oktober 1867 in Bērzmuiža bei Doblen, Gouvernement Kurland; † 28. März 1943 in Riga) war ein baltischer Schachspieler, Schachkomponist und Schachpublizist.

## Schachspieler
- 1899 3.–5. Platz 1. Kongress des Baltischen Schachbunds in Riga
- 1900 3. Platz Turnier in Riga
- 1901 1.–4. Platz 2. Kongress des Baltischen Schachbunds in Jurjew mit Verleihung des Titels eines nationalen Meisters
- 1904 3.–4. Platz 3. Kongress des Baltischen Schachbunds in Reval
- 1924 3. Platz im Turnier des ersten Lettischen Schachkongresses hinter Mattison und Apšenieks
- 1924 4. Platz (+7 =2 −4) in der Mannschaft Lettlands bei der ersten (inoffiziellen) Schacholympiade in Paris, 4.–7. Platz im Einzel (Consolation Cup)

Zwischen 1896 und 1913 war Behting federführend beteiligt an einer Reihe von telegrafischen Fernschachvergleichen der Rigaer Schachgesellschaft mit anderen europäischen Schachvereinen. In Einzelwettkampf gewann er beim 4. Fernturnier der Petersburger Zeitschrift Schachmatny Schurnal u. a. beide Partien gegen Emanuel Schiffers.

## Schachkomposition
Behting komponierte Schachaufgaben und Studien. Gemeinschaftsarbeiten mit seinem Bruder und Schachkomponisten Johann (Jānis) sind nicht bekannt.
|   | a | b | c | d | e | f | g | h |   |
| 8 |   |   |   |   |   |   |   |   | 8 |
| 7 |   |   |   |   |   |   |   |   | 7 |
| 6 |   |   |   |   |   |   |   |   | 6 |
| 5 |   |   |   |   |   |   |   |   | 5 |
| 4 |   |   |   |   |   |   |   |   | 4 |
| 3 |   |   |   |   |   |   |   |   | 3 |
| 2 |   |   |   |   |   |   |   |   | 2 |
| 1 |   |   |   |   |   |   |   |   | 1 |
|   | a | b | c | d | e | f | g | h |   |

Lösung:

Der Versuch, zuerst mit 1. Sb4–d3? Sh1–f2 2. Sd3xb2 den Freibauern zu erobern, bringt den Verlust des eigenen Sf2–e4 3. f6–f7 Se4–d6+. Deshalb andersherum

1. f6–f7! Kb1–a1 1. … Kb1–c1? 2. Sb4–d3+ nebst 3. Sd3xb2

2. f7–f8D b2–b1D

3. Df8–f6+ Db1–b2

4. Df6–a6+ Ka1–b1

5. Da6–f1+ Db2–c1

6. Df1–f5+ Kb1–a1

7. Df5–a5+ Ka1–b2 7. … Ka1–b1? 8. Da5–a2 matt

8. Sb4–d3+ Dame und Partie gehen verloren.

## Theoretiker und Publizist
Carl Behting leistete einen wesentlichen Beitrag zur Eröffnungstheorie im lettischen Gambit. Er war einer der Organisatoren des Rigaer Schachlebens und Redakteur verschiedener Schachspalten in Zeitungen, wie zum Beispiel der Feuilleton-Beilage Für Haus und Familie der Düna-Zeitung in Riga und der Rigaschen Zeitung. Ab Heft 9 wurden von ihm gemeinsam mit Paul Kerkovius die Baltischen Schachblätter herausgegeben. 1931 bis 1932 war er Vorsitzender des Lettischen Schachverbands und von 1931 bis 1943 der Vereinigung lettischer Schachkomponisten.

## Werke
- Carl Behting, Johann Behting: Studien und Probleme. Walters & Rapa (Dr.), Riga, 1930.